# Rheinau (Baden)
Rheinau ist eine Stadt in Baden-Württemberg und die nördlichste des Ortenaukreises. Freistett ist der Hauptort der am Rhein gelegenen Kommune, die dem Eurodistrikt Strasbourg-Ortenau angehört.
Denselben oder ähnliche Namen tragen Stadtteile in Mannheim und von Rastatt sowie das gemeindefreie Gebiet Rheinau, welches etwa 45 km südsüdwestlich (flussaufwärts) liegt. Hinzu kommen Rhinau im benachbarten Elsass (Frankreich) und Rheinau im Kanton Zürich (Schweiz).

## Geographie

### Lage
Rheinau liegt in der Oberrheinischen Tiefebene. Das Stadtgebiet befindet sich direkt am Rhein, in dessen Flussmitte die deutsch-französische Grenze verläuft; der Hauptort, Freistett, ist 2,2 km vom dort etwa in Südwest-Nordost-Richtung fließenden Rhein entfernt. Von den südlichsten Ortsteilen Linx und Honau sind es etwa 9 km nach Kehl und 11 km (jeweils Luftlinie) in das französische Straßburg. Nördlich von Honau und westnordwestlich von Diersheim liegt der Altrheinarm Steinwert-Hot 2.
Zwischen Freistett und der nordwestlich davon gelegenen Rheinstaustufe Rheinau-Gambsheim liegt das Gewerbegebiet Glockenloch. Es erstreckt sich entlang der Landesstraße 87, die in die französische D2 übergeht und dabei über die Staustufe nach Frankreich beim dortigen Gambsheim führt.

### Dialekt
Aufgrund der historischen Zugehörigkeit zur Herrschaft Lichtenberg im Elsass sind sowohl die gesprochenen Dialekte als auch die traditionellen Trachten stark elsässisch geprägt.

### Nachbargemeinden
Die Stadt grenzt im Norden an die Stadt Lichtenau im Landkreis Rastatt, im Osten an die Stadt Achern, im Südosten an die Stadt Renchen, im Süden an die Stadt Kehl und im Westen an die elsässischen Gemeinden La Wantzenau, Gambsheim und Offendorf.

### Stadtgliederung

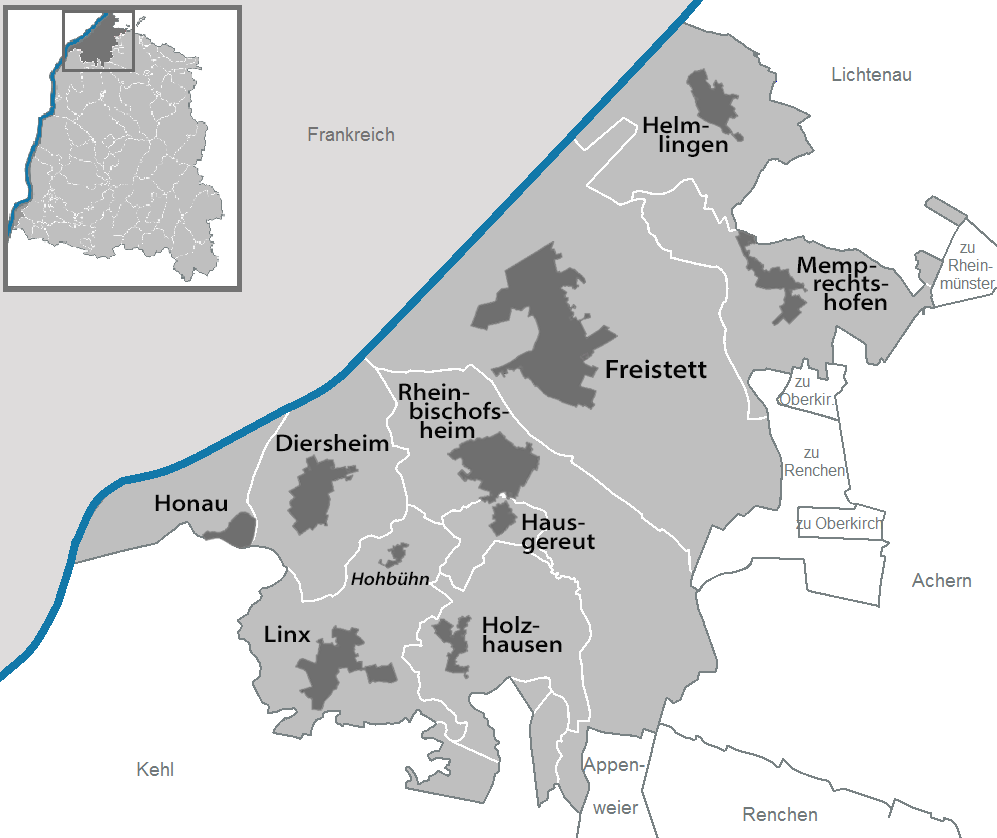
Karte von Rheinau

Politisch gliedert sich Rheinau in die neun Ortschaften Freistett, Diersheim, Hausgereut, Helmlingen, Holzhausen, Honau, Linx, Memprechtshofen und Rheinbischofsheim. Abgesehen vom Hauptort Freistett, wo das Rathaus steht, werden in allen Stadtteilen im Sinne der baden-württembergischen Gemeindeordnung jeweils ein Ortschaftsrat gewählt, dem ein Ortsvorsteher vorsitzt. Die offizielle Benennung der Stadtteile erfolgt durch vorangestellten Namen der Stadt und mit Bindestrich verbunden nachgestellt der Name des jeweiligen Stadtteils. In den Ortschaften befinden sich Verwaltungsstellen mit der Bezeichnung „Stadt Rheinau, Ortsverwaltung …“. Die Stadtteile bilden zudem zugleich acht Wohnbezirke im Sinne der baden-württembergischen Gemeindeordnung, wobei die Stadtteile Rheinbischofsheim und Hausgereut zu einem Wohnbezirk zusammengefasst werden.
Siedlungsgeographisch betrachtet umfasst Rheinau neben den neun Ortschaften außerdem den deutlich kleineren Weiler Hohbühn, der administrativ und kirchengemeindlich Linx zugeordnet ist. Im Nordosten von Rheinau liegt die Maiwaldsiedlung, die sich auch auf die Gemarkungen der Nachbarstädte Achern und Renchen erstreckt und nördlich von Memprechtshofen als Streusiedlung einzustufen ist. Auf den kargen, teils morastigen Böden des ehemaligen Renchhochwassergebiets konnten sich nur Gehöfte halten. Durch die Bevölkerungsdezimierung während des Dreißigjährigen Kriegs wurden Siedlungen gerade in diesem landwirtschaftlich weniger begünstigten Gebiet gewüstet.
Im Stadtgebiet von Rheinau befinden sich zahlreiche abgegangene Ortschaften: Ackerhof oder Gaylingscher Hof, Guglingen und Hirsach lagen nahe Helmlingen; Quergen und Renchenloch bei Memprechtshofen; Hohenhurst, Scheuern und Stegen auf Rheinbischofsheimer Territorium; Büche war bei Holzhausen und Hastatt (?) auf der heutigen Gemarkung von Linx. Die genaue Lage der Wüstungen Barau und Nulende ist nicht bekannt. Mögliche Standorte wurden auf den Gemarkungen von Freistett sowie von Bodersweier oder Querbach (Stadtteile von Kehl) ausgemacht.

### Wappen der Stadtteile

Freistett
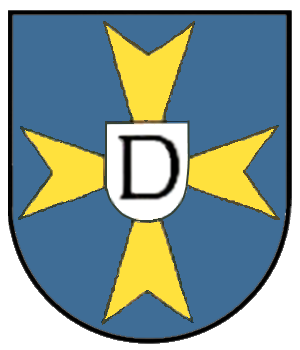
Diersheim
Hausgereut
Helmlingen
Holzhausen
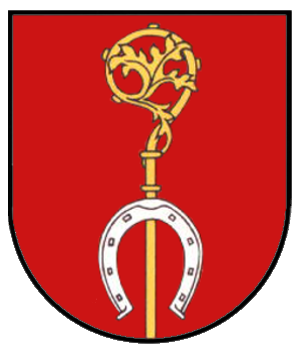
Honau
Linx (mit Hohbühn)
Memprechtshofen
Rheinbischofsheim

## Geschichte
Die Stadt Rheinau entstand während der baden-württembergischen Gemeindereform.

### Diersheim
Im Ortsteil Diersheim wurde ein Brandgräberfeld der Oberrheinsueben gefunden. Es handelt sich um das südlichste bislang bekannte Gräberfeld der Oberrheinsueben. Es enthält 48 gesicherte und einige ungesicherte Urnen, 5 Brandgrubengräber. Die Zuordnung zu den elbgermanischen Sueben ergibt sich aus der Gestaltung der Beigaben wie Gürtelschnallen, Schildrandbeschläge usw. Außerdem sind eine Reihe Tongefäße als elbgermanische Importe aus Böhmen, Sachsen und Thüringen identifiziert worden.
Die Belegung des Gräberfeldes begann um 50 n. Chr. Bis 70 n. Chr. hatten die Gräber reiche Grabbeigaben elbgermanischer Herkunft, zwischen 70 und 140 n. Chr. sind sie ärmlich und provinzial-römisch geprägt.

### Helmlingen
Nachdem die Römer eine Straße, die Argentorae (Straßburg) mit Aquaeum (Baden-Baden) verband, bauten (Verlauf wie B36), wurde im Ortsteil Helmlingen ein landwirtschaftlicher Betrieb gegründet. Daraus wurde mit der Zeit eine Siedlung, die wahrscheinlich durch die Germanen abgebrannt wurde. Die suebische Belegung riss ab. Zwischen 140 und 260 n. Chr. erscheinen wieder Elbgermanen, aber aus der altmärkisch-osthannoverschen Schalenurnengruppe. Mit dem Fall des Limes endete die Belegung des Gräberfeldes.

### Rheinbischofsheim
Rheinbischofsheim wurde 1274 erstmals als Bischofsheim in einer Urkunde erwähnt. 1574 kam die Ergänzung zum hohen Steg hinzu. Der Ort war ab 1803 ein Amt in der Landvogtei Yberg des Großherzogtums Baden, verlor diesen Status aber 1815 an Kehl. 1809 wurde hier eine Lateinschule eingerichtet, Vorläufer des heutigen Gymnasiums.

### Rheinau
In die Gemeinde Freistett wurden am 1. Juli 1971 die Gemeinde Memprechtshofen und am 1. Oktober 1974 die Gemeinde Helmlingen eingemeindet.
In die Gemeinde Rheinbischofsheim wurden am 1. Januar 1973 die Gemeinde Hausgereut, am 1. Januar 1974 die Gemeinde Diersheim sowie am 1. April 1974 die Gemeinden Holzhausen und Linx eingemeindet.
Am 1. Januar 1975 wurde die Stadt Freistett-Rheinbischofsheim durch die Vereinigung der Gemeinden Freistett und Rheinbischofsheim gebildet. Honau kam hinzu. Den endgültigen Namen Rheinau erhielt die Stadt nach einer vorher erfolgten Bürgerabstimmung am selben Tag.
Alle Gemeinden gehörten vor 1973 zum Landkreis Kehl.

## Politik

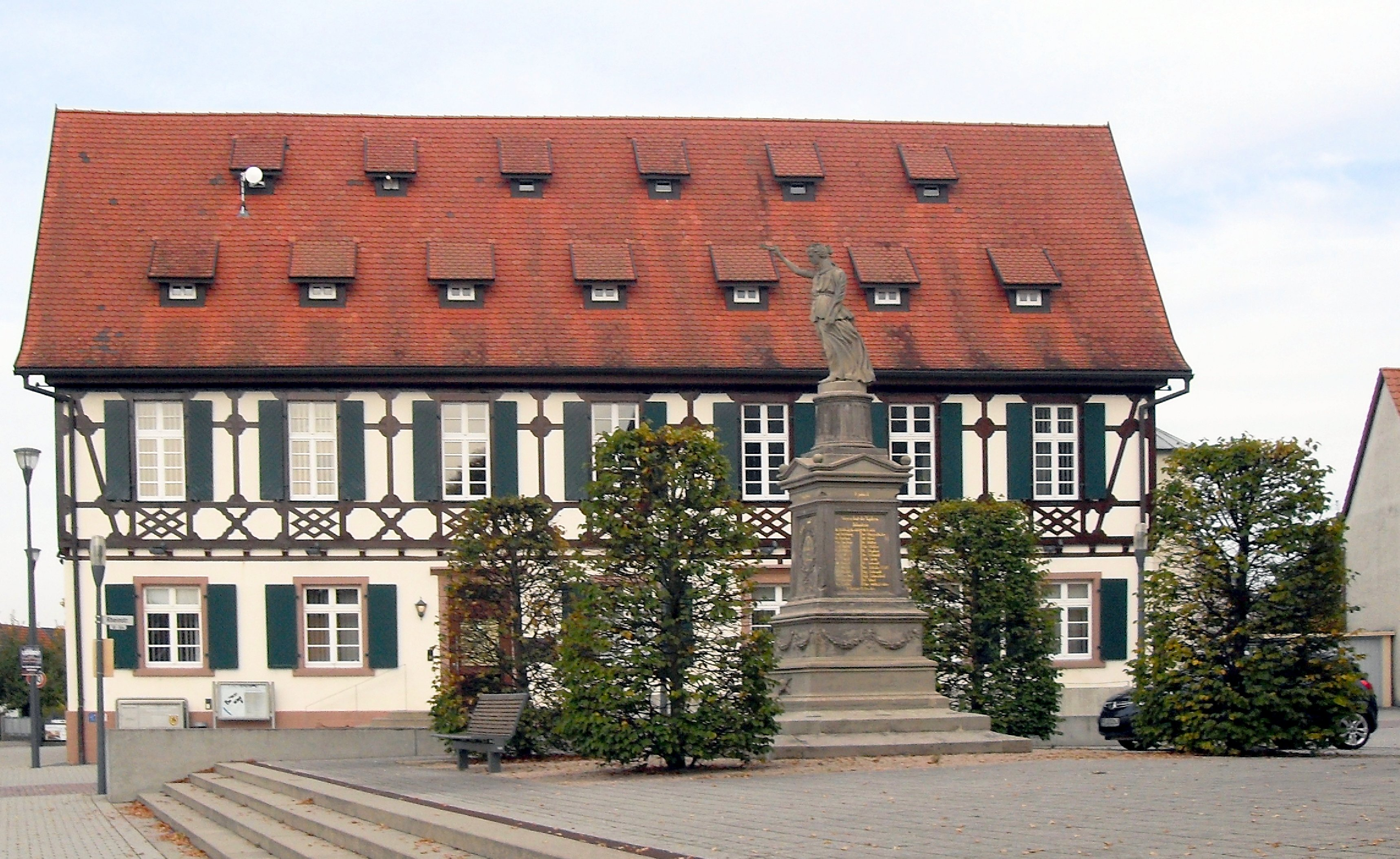
Rathaus Rheinau im Stadtteil Freistett

### Bürgermeister
- 1975–1983: Friedrich Stephan
- 1983–2007: Meinhard Oberle (SPD)
- 2007–2023: Michael Welsche
- seit 2023: Oliver Rastetter (CDU)

Bürgermeister ist seit Mitte Juni 2023  Oliver Rastetter (CDU). Er war zuvor von 2006 bis 2022 Bürgermeister von Lauf und wurde bei der Bürgermeisterwahl am 23. April 2023 mit 75,8 Prozent der Stimmen gewählt. Amtsinhaber Welsche trat nicht erneut an.

### Gemeinderat
Die Kommunalwahl am 9. Juni 2024 brachte bei einer Wahlbeteiligung von 61,9 % folgendes Ergebnis:
| Partei/Liste    | 2024   | 2024   | 2019   | 2019   | Kommunalwahl 2024 %50403020100 47,3 %14,8 %21,5 %11,0 %5,3 %n. k. %n. k. %n. k. %n. k. % FWG/CDUSPD und WfRIG R.AfDGrüneCDUSPDIG H.FDPGewinne und Verlusteim Vergleich zu 2019 %p 50 45 40 35 30 25 20 15 10 5 0 −5−10−15−20−25−30−35−40+47,3 %p+14,8 %p+21,5 %p+6,2 %p+5,3 %p−40 %p−39,1 %p−12,3 %p−3,8 %pFWG/CDUSPD und WfRIG R.AfDGrüneCDUSPDIG H.FDP |
| Partei/Liste    | Anteil | Sitze  | Anteil | Sitze  | Kommunalwahl 2024 %50403020100 47,3 %14,8 %21,5 %11,0 %5,3 %n. k. %n. k. %n. k. %n. k. % FWG/CDUSPD und WfRIG R.AfDGrüneCDUSPDIG H.FDPGewinne und Verlusteim Vergleich zu 2019 %p 50 45 40 35 30 25 20 15 10 5 0 −5−10−15−20−25−30−35−40+47,3 %p+14,8 %p+21,5 %p+6,2 %p+5,3 %p−40 %p−39,1 %p−12,3 %p−3,8 %pFWG/CDUSPD und WfRIG R.AfDGrüneCDUSPDIG H.FDP |
| FWG/CDU         | 47,3 % | 12     | --     | --     | Kommunalwahl 2024 %50403020100 47,3 %14,8 %21,5 %11,0 %5,3 %n. k. %n. k. %n. k. %n. k. % FWG/CDUSPD und WfRIG R.AfDGrüneCDUSPDIG H.FDPGewinne und Verlusteim Vergleich zu 2019 %p 50 45 40 35 30 25 20 15 10 5 0 −5−10−15−20−25−30−35−40+47,3 %p+14,8 %p+21,5 %p+6,2 %p+5,3 %p−40 %p−39,1 %p−12,3 %p−3,8 %pFWG/CDUSPD und WfRIG R.AfDGrüneCDUSPDIG H.FDP |
| SPD und WfR     | 14,8 % | 4      | --     | --     | Kommunalwahl 2024 %50403020100 47,3 %14,8 %21,5 %11,0 %5,3 %n. k. %n. k. %n. k. %n. k. % FWG/CDUSPD und WfRIG R.AfDGrüneCDUSPDIG H.FDPGewinne und Verlusteim Vergleich zu 2019 %p 50 45 40 35 30 25 20 15 10 5 0 −5−10−15−20−25−30−35−40+47,3 %p+14,8 %p+21,5 %p+6,2 %p+5,3 %p−40 %p−39,1 %p−12,3 %p−3,8 %pFWG/CDUSPD und WfRIG R.AfDGrüneCDUSPDIG H.FDP |
| IG Rheinau      | 21,5 % | 5      | --     | --     | Kommunalwahl 2024 %50403020100 47,3 %14,8 %21,5 %11,0 %5,3 %n. k. %n. k. %n. k. %n. k. % FWG/CDUSPD und WfRIG R.AfDGrüneCDUSPDIG H.FDPGewinne und Verlusteim Vergleich zu 2019 %p 50 45 40 35 30 25 20 15 10 5 0 −5−10−15−20−25−30−35−40+47,3 %p+14,8 %p+21,5 %p+6,2 %p+5,3 %p−40 %p−39,1 %p−12,3 %p−3,8 %pFWG/CDUSPD und WfRIG R.AfDGrüneCDUSPDIG H.FDP |
| AfD             | 11,0 % | 3      | 4,8 %  | 1      | Kommunalwahl 2024 %50403020100 47,3 %14,8 %21,5 %11,0 %5,3 %n. k. %n. k. %n. k. %n. k. % FWG/CDUSPD und WfRIG R.AfDGrüneCDUSPDIG H.FDPGewinne und Verlusteim Vergleich zu 2019 %p 50 45 40 35 30 25 20 15 10 5 0 −5−10−15−20−25−30−35−40+47,3 %p+14,8 %p+21,5 %p+6,2 %p+5,3 %p−40 %p−39,1 %p−12,3 %p−3,8 %pFWG/CDUSPD und WfRIG R.AfDGrüneCDUSPDIG H.FDP |
| Grüne           | 5,3 %  | 1      | --     | --     | Kommunalwahl 2024 %50403020100 47,3 %14,8 %21,5 %11,0 %5,3 %n. k. %n. k. %n. k. %n. k. % FWG/CDUSPD und WfRIG R.AfDGrüneCDUSPDIG H.FDPGewinne und Verlusteim Vergleich zu 2019 %p 50 45 40 35 30 25 20 15 10 5 0 −5−10−15−20−25−30−35−40+47,3 %p+14,8 %p+21,5 %p+6,2 %p+5,3 %p−40 %p−39,1 %p−12,3 %p−3,8 %pFWG/CDUSPD und WfRIG R.AfDGrüneCDUSPDIG H.FDP |
| CDU             | --     | --     | 40,0 % | 10     | Kommunalwahl 2024 %50403020100 47,3 %14,8 %21,5 %11,0 %5,3 %n. k. %n. k. %n. k. %n. k. % FWG/CDUSPD und WfRIG R.AfDGrüneCDUSPDIG H.FDPGewinne und Verlusteim Vergleich zu 2019 %p 50 45 40 35 30 25 20 15 10 5 0 −5−10−15−20−25−30−35−40+47,3 %p+14,8 %p+21,5 %p+6,2 %p+5,3 %p−40 %p−39,1 %p−12,3 %p−3,8 %pFWG/CDUSPD und WfRIG R.AfDGrüneCDUSPDIG H.FDP |
| SPD             | --     | --     | 39,1 % | 9      | Kommunalwahl 2024 %50403020100 47,3 %14,8 %21,5 %11,0 %5,3 %n. k. %n. k. %n. k. %n. k. % FWG/CDUSPD und WfRIG R.AfDGrüneCDUSPDIG H.FDPGewinne und Verlusteim Vergleich zu 2019 %p 50 45 40 35 30 25 20 15 10 5 0 −5−10−15−20−25−30−35−40+47,3 %p+14,8 %p+21,5 %p+6,2 %p+5,3 %p−40 %p−39,1 %p−12,3 %p−3,8 %pFWG/CDUSPD und WfRIG R.AfDGrüneCDUSPDIG H.FDP |
| IG Handel       | --     | --     | 12,3 % | 2      | Kommunalwahl 2024 %50403020100 47,3 %14,8 %21,5 %11,0 %5,3 %n. k. %n. k. %n. k. %n. k. % FWG/CDUSPD und WfRIG R.AfDGrüneCDUSPDIG H.FDPGewinne und Verlusteim Vergleich zu 2019 %p 50 45 40 35 30 25 20 15 10 5 0 −5−10−15−20−25−30−35−40+47,3 %p+14,8 %p+21,5 %p+6,2 %p+5,3 %p−40 %p−39,1 %p−12,3 %p−3,8 %pFWG/CDUSPD und WfRIG R.AfDGrüneCDUSPDIG H.FDP |
| FDP             | --     | --     | 3,8 %  | 1      | Kommunalwahl 2024 %50403020100 47,3 %14,8 %21,5 %11,0 %5,3 %n. k. %n. k. %n. k. %n. k. % FWG/CDUSPD und WfRIG R.AfDGrüneCDUSPDIG H.FDPGewinne und Verlusteim Vergleich zu 2019 %p 50 45 40 35 30 25 20 15 10 5 0 −5−10−15−20−25−30−35−40+47,3 %p+14,8 %p+21,5 %p+6,2 %p+5,3 %p−40 %p−39,1 %p−12,3 %p−3,8 %pFWG/CDUSPD und WfRIG R.AfDGrüneCDUSPDIG H.FDP |
| Wahlbeteiligung | 61,9 % | 61,9 % | 53,5 % | 53,5 % | Kommunalwahl 2024 %50403020100 47,3 %14,8 %21,5 %11,0 %5,3 %n. k. %n. k. %n. k. %n. k. % FWG/CDUSPD und WfRIG R.AfDGrüneCDUSPDIG H.FDPGewinne und Verlusteim Vergleich zu 2019 %p 50 45 40 35 30 25 20 15 10 5 0 −5−10−15−20−25−30−35−40+47,3 %p+14,8 %p+21,5 %p+6,2 %p+5,3 %p−40 %p−39,1 %p−12,3 %p−3,8 %pFWG/CDUSPD und WfRIG R.AfDGrüneCDUSPDIG H.FDP |

| Insgesamt 25 Sitze - FWG/CDU: 12 - SPD und WfR: 4 - IG Rheinau: 5 - AfD: 3 - Grüne: 1 |

### Wappen
Die Blasonierung des Wappens lautet: „In Gold mit rotem Schildbord ein schwarzer Löwe.“

### Partnerschaft
Seit dem 22. Juni 2019 ist die französische Nachbargemeinde Gambsheim, begründet auf Gemeinderatsbeschlüssen, offizielle Partnergemeinde.

## Kultur und Sehenswürdigkeiten
- Stadtkultur Rheinau: Veranstaltungen des Bereiches Kabarett und Ähnliches in der Stadthalle
- Heimatmuseum Rheinau e. V. im Ortsteil Freistett
- Friedhof und Gedenkstätte Panzergraben im Ortsteil Freistett
- Jüdischer Friedhof im Ortsteil Freistett
- Judenstein im Ortsteil Rheinbischofsheim
- Friedwald im Ortsteil Memprechtshofen
- Historische Kegelbahn im Stadtteil Holzhausen
- Nachbau einer Entenfanganlage im Maßstab 1:10 im Ortsteil Memprechtshofen

### Bauwerke
- Die Evangelische Kirche Rheinbischofsheim ist mit 56 m Höhe die größte Kirche im Hanauerland. Sie wurde 1876 erbaut, 1998 erfolgte eine Innensanierung.
- Kapelle St. Nikolaus, genannt „Heidenkirchl“, im Ortsteil Freistett. Sie ist das älteste Gotteshaus im Hanauerland.
- St. Nikolauskirche (häufig falsch „St. Nikolaus Kapelle“ genannt) im Ortsteil Hausgereut
- Diersheimer Rathaus
- Fischtreppe am Rheinübergang, eine der größten Fischtreppen Europas
- Bis vor einigen Jahren existierte bei 48°40'33" nördlicher Breite und 7°55'14" östlicher Länge ein 160 Meter hoher meteorologischer Messmast. Er wurde errichtet, da man plante, in Freistett ein Kernkraftwerk zu bauen.

### Regelmäßige Veranstaltungen
- Es findet jeden Freitagvormittag in Freistett auf dem Marktplatz ein Wochenmarkt statt.
- Mundart, Kultur und Literatur im Kulturcafé sowie im Nachtcafé.
- Diersheimer Winter: Veranstaltungen von Künstlern und Vortragenden aus der Region
- „Kultur im Stall“ (Freistett)
- Fastnacht in fast allen Stadtteilen, täglich zwischen Schmutzigen Donnerstag und Aschermittwoch in den „Hochburgen“ Rheinbischofsheim und Diersheim

## Wirtschaft und Infrastruktur

### Verkehr

#### Busverkehr
Rheinau ist durch Buslinien mit Achern, Lichtenau (Baden), Bühl und Kehl verbunden. Die Stadt gehört dem Tarifverbund Ortenau an. Durch die räumliche Nähe zum Landkreis Rastatt und zur Agglomeration Straßburg gilt Rheinau als Übergangsbereich zum Karlsruher Verkehrsverbund und der Stadtwerke des Stadtverband Straßburg und profitiert auch von Sondertarifen bei Busfahrten ins Unterelsass.

#### Straßenverkehr
Die Landstraße 75 führt durch das Stadtgebiet. Von Freistett sind die Autobahnanschlussstellen Achern (Bundesautobahn 5) 9 km und Offendorf (A35; Elsassautobahn) 7 km entfernt. Die Kreisstraße 5373 (von Diersheim nach Auenheim) wird jedes Frühjahr zur "Narzissenstraße". Zwischen den Ortschaften säumen hunderte Osterglocken links und rechts den Weg. Einige Zwiebelblumen, insbesondere die Tête-à-Tête-Narzissen, wurden von Privatpersonen gesetzt.

#### Radverkehr
Durch Alltagsrouten aus dem Radnetz Baden-Württemberg sind die Ortsteile Linx, Rheinbischofsheim und Freistett über Bodersweier mit Kehl verbunden. In der anderen Richtung stößt die Route im Gewerbegebiet an der Rheinstraße auf den Rheinradweg.
Rheinau liegt an der rechtsrheinischen Variante Teil des Rheinradwegs, der von der Quelle des Rheins am Oberalppass im Schweizer Kanton Graubünden bis zur Mündung bei Rotterdam führt. Zwischen Kehl und Freistett verläuft er meist dicht am Rhein entlang, in Freistett führt er durch das Gewerbegebiet, um vor dem Stadtteil Helmlingen die Rench queren zu können. Hinter Helmlingen verläuft der Weg wieder am Rhein entlang zur Brücke bei Iffezheim. Er ist als Eurovelo-Route 15 (Rheinradweg) und als D-Route 8 (Rhein-Route) ausgewiesen.

#### Schiffsverkehr
Nahe der Staustufe liegen die Schiffswerft Karcher und ein Yachthafen. In Helmlingen, Honau, Diersheim und Freistett befinden sich bei den dortigen Kieswerken Schiffsanlegestellen zum Umschlag der abgebauten Baustoffe.

#### Luftverkehr
Nördlich von Rheinau, nahe der französischen Grenze und der Gemeinde Rheinmünster-Söllingen liegt im Baden-Airpark der Flughafen Karlsruhe/Baden-Baden/FKB – mitunter auch „Baden-Airport“ genannt – von dem Flüge unter anderem nach Berlin, Hamburg, Hurghada, London, Rom, Barcelona, Dublin, Marseille und Moskau sowie Pisa angeboten werden.

### Bildung
Rheinau hat zahlreiche Bildungseinrichtungen:
- das Anne-Frank-Gymnasium mit Ganztagsschule im Ortsteil Rheinbischofsheim
- die Realschule Rheinau im Ortsteil Freistett
- die Grund- und Werkrealschule Rheinau mit Standorten in den Ortsteilen Freistett und Rheinbischofsheim
- die Grundschulen Rheinbischofsheim, Diersheim und Helmlingen
- zwei evangelische und sieben kommunale Kindergärten

### Ansässige Unternehmen
Bedeutende Arbeitgeber der Stadt sind unter anderem Brunner GmbH, Kieswerk HPF Hermann Peter KG Freistett, Klotter Elektrotechnik GmbH, RMA Pipeline Equipment, Stage Concept GmbH, Weber Fertighaus in Linx, Ytong Südwest GmbH (Xella), Zimmer Fruchtsäfte und Zimmer Group in Freistett. Weitere Firmen sind im Gewerbegebiet Glockenloch angesiedelt.
Die Centrale Electrique Rhénane de Gambsheim (CERGA), als Betreiberin der Staustufe Rheinau-Gambsheim ist eine gemeinsame Tochter der französischen Électricité de France (EDF) und der deutschen Energie Baden-Württemberg AG (EnBW).

## Vereinsleben

### Sport
- Diersheim: SV Diersheim 1921 e. V.
- Freistett: SV Freistett 1921 e. V.; Turnerbund Freistett 1894 (über 1000 Mitglieder).
- Helmlingen: TuS Helmlingen 1920 e. V.
- Honau: SV Honau 1948 e. V.; Karate-Dojo Rheinau e. V.
- Linx mit Hobühn: SV Linx 1949; Flotte Truppe Linx
- Memprechtshofen: TuS Memprechtshofen 1921 e. V.
- Rheinbischofsheim mit Hausgereut: VfR Rheinbischofsheim; TV Rheinbischofsheim 1896 e. V.

### Musizieren, Singen und Tanzen
- Diersheim: Musikverein Diersheim e. V.; Bläserjugend des Musikvereins Diersheim e. V.; Parforcehornguppe Hanauerland – Abteilung Diersheim; Gemischter Chor Diersheim; Männergesangsverein Sängerbund Diersheim 1863 e. V.; Evangelischer Frauenchor Diersheim; Tanzgruppe „Ma Navu“ Diersheim; Die Prinzengarden
- Freistett: Musikverein Stadtkapelle Freistett e. V.; Bläserjugend Musikverein Stadtkapelle Freistett e. V.; Fanfarenzug der Freiwilligen Feuerwehr Rheinau-Abteilung Freistett; Arbeitergesangverein „Frohsinn“ Freistett e. V.; Gemischter Chor 1899 Freistett e. V.; DO-RE-MI Kinder- und Jugend-Chor; Tanzgruppe Hanauerland e. V.
- Helmlingen: Sängerbund Helmlingen e. V.
- Honau: Männergesangverein Frohsinn Honau e. V.
- Linx mit Hobühn: Musikverein „Harmonie“ Linx e. V.; Gemischter Chor „Concordia“ Linx e. V.; Gemischter Chor „Liederkranz“ Holzhausen e. V.
- Memprechtshofen: Posaunenchor Memprechtshofen; Sängerbund Memprechtshofen 1887 e. V.; Tanzsportclub Memprechtshofen e. V.
- Rheinbischofsheim mit Hausgereut: Rotkäppchen-Blech-Bänd e. V.; Fanfarenzug Rheinbischofsheim; Musikverein „Frohsinn“ Rheinbischofsheim e. V.; Bläserjugend Musikverein Frohsinn Rheinbischofheim e. V.; Männergesangverein „Liederkranz“ Rheinbischofsheim e. V.; Evang. Kirchenchor Rheinbischofsheim e. V.

## Persönlichkeiten

### Söhne und Töchter der Stadt

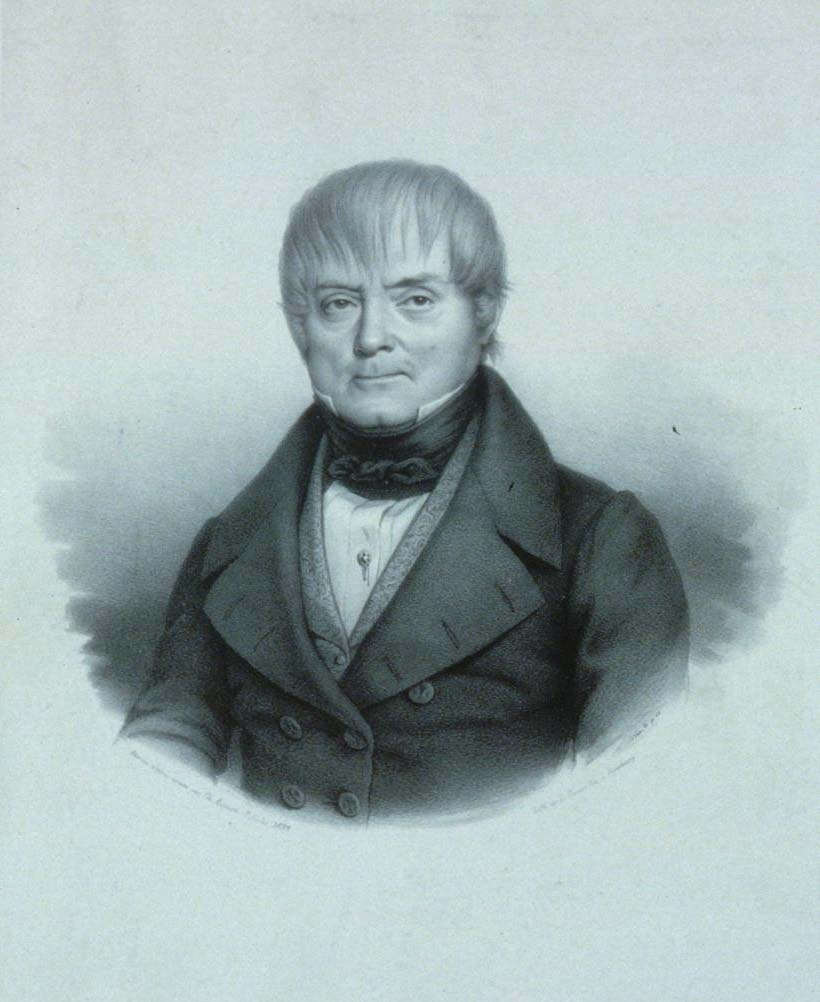
Karl Ludwig Schulmeister (1839)

- Karl Ludwig Schulmeister (1770–1853), geboren in (Neu-)Freistett, Spion im Dienste Napoléon Bonapartes
- Georg König (1897–1976), geboren in Diersheim, Landwirt und Politiker (FDP/DVP), Landtagsabgeordneter
- Friedrich Stephan (1915–1997), geboren in Freistett, Politiker (SPD), Landtagsabgeordneter
- Christian Dusch (* 1978), Verwaltungsjurist und Politiker (CDU), war von 2004 bis 2018 Mitglied des Gemeinderats von Rheinau; seit 2021 ist er Landrat des Landkreises Rastatt.

### Prominente Einwohner
- Gottlob Schlörer (1891–1976), Heimatforscher und Naturwissenschaftler, wohnte zeitweise in Diersheim.[15]
- Fred K. Prieberg (* 3. Juni 1928 in Berlin; † 28. März 2010 in Neuried-Ichenheim), Musikwissenschaftler, hatte jahrelang seinen Wohnsitz in Diersheim.
- Hans Weber (* 1936), Pionier der Fertigbauweise im Hausbau, Industrieller
- Gerhard (Gerard) Ruddies (* 1947), Autor, Moderator (u. a. „Halbneun“, „Nimms Dritte“, „Ganz schoen schräg“ für SWF) Produzent (Sitcom: „Fascht e Familie“ für SF DRS) und Regisseur (u. a. „Vis-à-Vis“, „Report“, „Wortwechsel“ für SWR), lebte 1979 bis 1993 in Diersheim.
- Gerd Birsner (* 1953), Liedermacher, Journalist und Radiomoderator; in seinen kabarettistischen Beiträgen als „Ortsrumsteher“ (SWR 4) überzeichnete er das dörfliche Leben in Diersheim
- Matto Barfuss (* 1970), Gepardenmann und Künstler

### Personen, die mit Rheinau in Verbindung stehen
- Roland Wagner (* 1955), ehemaliger französischer Fußballspieler, spielte 1990 bis 1993 für den SV Linx